# Anjeza Shahini
Anjeza Shahini (Tirana, RSP de Albania, 4 de mayo de 1987) es una cantante albanesa, conocida por haber representado a su país en el Festival de la Canción de Eurovisión 2004 con la canción «The image of you».

## Carrera

### Festival de la Canción de Eurovisión 2004
La estudiante de 17 años fue sacada de la oscuridad en 2003 cuando compitió en el festival de la canción de tres días de RTSH (Festivali I Këngës) en el Palacio del Congreso de Tirana en diciembre. Junto con 29 otros cantantes, compitió para ganar el voto del público y representar al Estado balcánico por primera vez en el Festival de la Canción de Eurovisión en Estambul en 2004, cantando la canción pop «Imazhi Yt» («Tu imagen»). Después de dos rondas preliminares, los cantantes se enfrentaron a un voto final del jurado y el televoto de la audiencia albanesa. El acto intermedio en estas finales nacionales fue la ganadora del año pasado Sertab Erener.
Al cerrar la final el 20 de diciembre, los presentadores Adi Krasta y Ledina Çelo le dieron a Anjeza su boleto especial para el 12 de mayo: un lugar en la semifinal del Eurovisión en Estambul. La victoria fue bien recibida por el público albanés.
La canción, originalmente de cuatro minutos y medio, fue traducida al inglés y nombrada «Tu imagen», y Anjeza Shahini fue forzada a cantar la canción un-tiempo-y-medio más rápido que la canción original para reducir la canción a tres minutos, tal como lo establece la UER, controladora del Eurovisión. Un verso fue eliminado de la versión albanesa para ajustarla a tres minutos.
Cantó en primer lugar de la semifinal, usando cantantes que perdieron en el proceso original de selección como coro, y terminó en cuarto lugar de veintidós (un lugar entre los primeros diez aseguraría un lugar en la final). Fue, por lo tanto, calificada, y cantó en vivo en la final, junto con otros veinticuatro países. La actuación fue muy bien recibida por la audiencia turca.
Terminó con un respetable séptimo lugar, con un total de 106 puntos, detrás de Ucrania, Suecia, Grecia, Turquía, Chipre y el debutante Serbia y Montenegro, y justo antes de veteranos como Alemania, Reino Unido e Irlanda.
«The Image of You» ha sido adoptada dentro de la cultura camp de Eurovisión. En un sitio de votación después del concurso, la canción quedó en segundo lugar, con la canción griega de Sakis Rouvas en primero. Sorprendentemente, Ruslana, la ganadora, apenas entró en el Top Ten.

### 2005-presente
En 2005 firmó un contrato con un representante artístico basado en Viena para una carrera internacional y anunció su intención de participar en el "Festival de la Canción Nacional" (Festivali I Këngës), el proceso de selección albanés para el Festival de la Canción de Eurovisión 2006.
Con la canción «Pse Ndal», pasó las dos semifinales para estar dentro de los últimos veinte en la final nacional y era una de las favoritas para ganar. La final tuvo lugar el 18 de diciembre de 2005, donde se anunció que la ganadora era «Zjarr E Ftohtë» de Luiz Ejlli. Este resultado provocó algo de descontento en Albania, pues conocidos cantantes albaneses, como Anjeza, no ganaron y provocaron acusaciones de un jurado tendencioso.

## Discografía
- Welcome (2006)
- Erdhi Momenti (2008)
- Ujë në shkretëtirë (2014)[1]